# Winter-Paralympics 1980
| Medaillenspiegel               | Medaillenspiegel   | Medaillenspiegel | Medaillenspiegel | Medaillenspiegel | Medaillenspiegel |
| Platz                          | Land               | Goldmedaille     | Silbermedaille   | Bronzemedaille   | Gesamt           |
| ------------------------------ | ------------------ | ---------------- | ---------------- | ---------------- | ---------------- |
| 1                              | Norwegen           | 23               | 21               | 10               | 54               |
| 2                              | Finnland           | 15               | 7                | 12               | 34               |
| 3                              | Österreich         | 6                | 10               | 6                | 22               |
| 4                              | Schweden           | 5                | 3                | 8                | 16               |
| 5                              | Schweiz            | 4                | 2                | 3                | 9                |
| 6                              | Vereinigte Staaten | 4                | 1                | 1                | 6                |
| 7                              | BR Deutschland     | 3                | 5                | 9                | 17               |
| 8                              | Kanada             | 2                | 3                | 1                | 6                |
| 9                              | Frankreich         | 1                | 1                | 1                | 3                |
| 10                             | Tschechoslowakei   | –                | 1                | –                | 1                |
| Vollständiger Medaillenspiegel |                    |                  |                  |                  |                  |

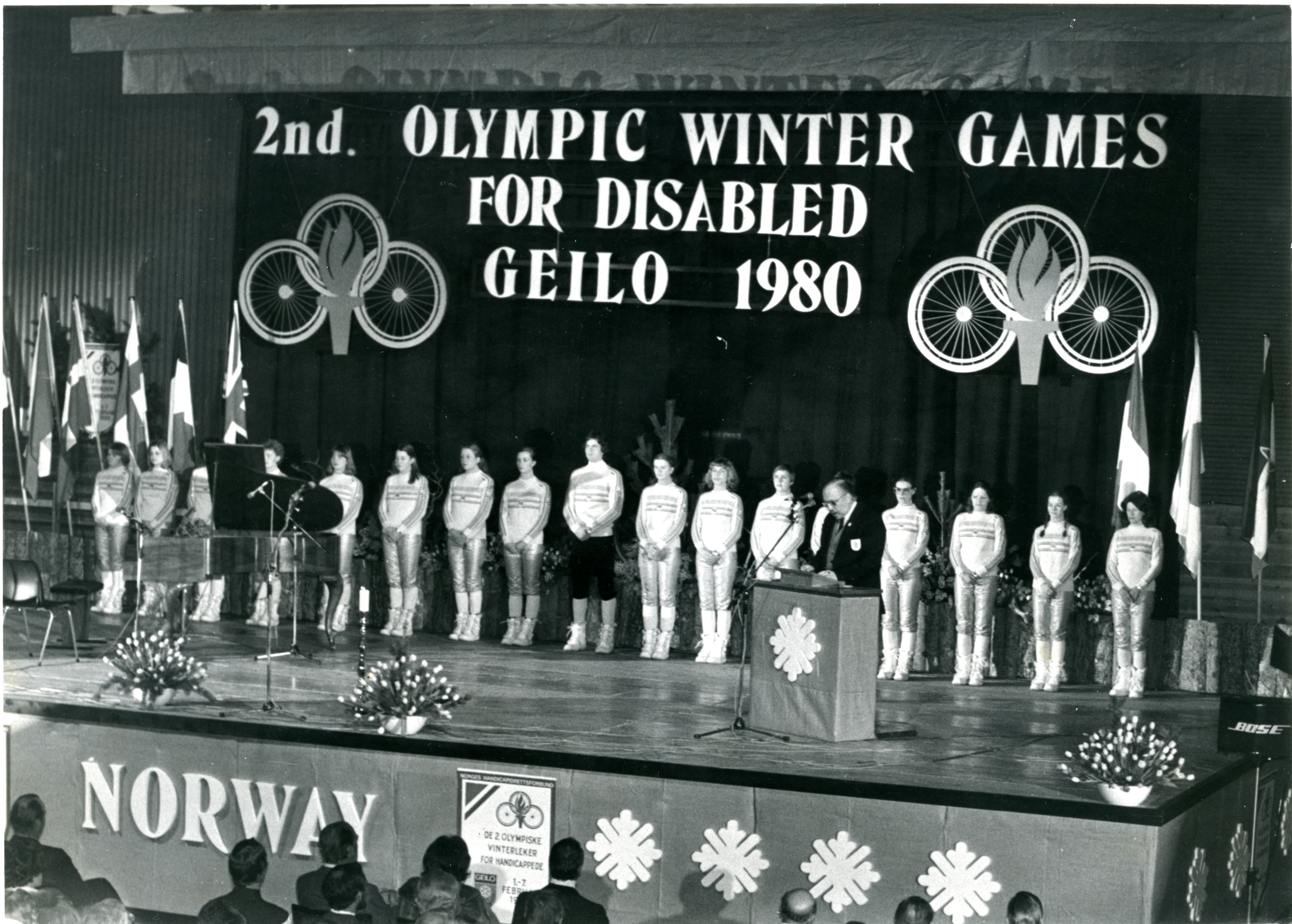
Die Eröffnungsfeier in der Idrettshallen

Die II. Winter-Paralympics wurden vom 1. bis 7. Februar 1980 in der norwegischen Stadt Geilo ausgetragen. Die Paralympics sind die Olympischen Spiele für Menschen mit körperlicher Behinderung. Etwa 350 Athleten aus 18 Nationen nahmen an den Wettbewerben teil.

## Teilnehmende Nationen
Belgien und Polen nahmen an den zweiten Winter-Paralympics nicht teil. Für Australien, Dänemark, Italien, Neuseeland waren es die ersten Winter-Paralympics. Insgesamt nahmen also zwei Nationen mehr teil als bei den ersten Winter-Paralympics.
| Europa (242 Athleten aus 12 Nationen)                                  | Europa (242 Athleten aus 12 Nationen)                                | Europa (242 Athleten aus 12 Nationen)                                   |
| ---------------------------------------------------------------------- | -------------------------------------------------------------------- | ----------------------------------------------------------------------- |
| - BR Deutschland (38) - Dänemark (8) - Finnland (29) - Frankreich (21) | - Großbritannien (8) - Italien (1) - Jugoslawien (9) - Norwegen (37) | - Österreich (34) - Schweden (27) - Schweiz (27) - Tschechoslowakei (3) |
| Amerika (46 Athleten aus 2 Nationen)                                   |                                                                      |                                                                         |
| - Kanada (20)                                                          | - Vereinigte Staaten (26)                                            |                                                                         |
| Asien (5 Athleten aus 1 Nation)                                        |                                                                      |                                                                         |
| - Japan (5)                                                            |                                                                      |                                                                         |
| Afrika (1 Athlet aus 1 Nation)                                         |                                                                      |                                                                         |
| - Uganda (1)                                                           |                                                                      |                                                                         |
| Ozeanien (5 Athleten aus 2 Nationen)                                   |                                                                      |                                                                         |
| - Australien (2)                                                       | - Neuseeland (3)                                                     |                                                                         |
| (Anzahl der Athleten) * erstmalige Teilnahme an Winter-Paralympics     |                                                                      |                                                                         |

## Wettbewerbe
- Eisschlittenrennen
- Ski Alpin
- Skilanglauf
- Sledge-Abfahrtslauf (Demonstrationswettbewerb)